# Kélian Nsona
Kélian Nsona Wa Saka (* 11. Mai 2002 in Ivry-sur-Seine) ist ein französischer Fußballspieler, der seit Juli 2025 beim Casa Pia AC unter Vertrag steht.

## Karriere

### Verein
Geboren in Ivry-sur-Seine im Ballungsraum von Paris, hatte Kélian Nsona, der kongolesische Wurzeln hat, in seiner Geburtsstadt für die US Ivry gespielt, bevor er nach einigen Jahren in die Jugend von Paris FC wechselte, einen 1969 gegründeten ehemaligen Erstligisten, der seit 1982 abwechselnd in der dritten oder vierten Liga spielte und im Schatten von Paris Saint-Germain steht. In der Jugend des PFC war er fünf Jahre zugange, ehe er in die Normandie in die Fußballschule von SM Caen, der seit 2014 in der Ligue 1 spielte, gewechselt war. Die erste Mannschaft stieg 2019 wieder in die Ligue 2 ab und am 16. November 2019 gab Nsona im Alter von 17 Jahren beim 6:0-Sieg im französischen Pokalwettbewerb beim Amateurverein ASI Mûrs-Erigné sein Debüt für die Profis. In der Folgezeit gab er auch im Punktspielbetrieb seinen Einstand und kam bis zum Abbruch der Saison 2019/20, der aufgrund der Corona-Krise notwendig geworden war, auf fünf Zweitligaeinsätze. Am 18. Dezember 2020 gelang Kélian Nsona beim 3:2-Auswärtssieg gegen den Aufsteiger USL Dunkerque sein erstes Punktspieltor. Er kam in der Saison 2020/21 regelmäßig zum Einsatz – er absolvierte 30 Zweitligapartien – und schoss zwei Tore. Dabei gelang seinem Verein mit dem 17. Tabellenplatz der Klassenerhalt. Dabei besaßen sowohl der Tabellen-16. USL Dunkerque und der Tabellen-18. Chamois Niort als auch SM Caen jeweils 41 Punkte und die Tordifferenz gab den Ausschlag zugunsten der Normannen, während Chamois Niort in die Auf- und-Abstiegsrelegation gegen den Drittligisten FC Villefranche musste.
Ende Januar 2022 wechselte Nsona in die Bundesliga zu Hertha BSC. Er unterschrieb einen Vertrag bis zum 30. Juni 2026. Verletzungsbedingt konnte Nsona bis zum Ende der Saison 2022/23 kein Spiel bestreiten, Hertha BSC stieg in dieser Zeit aus der Bundesliga ab. Nachdem Nsona über zwei Jahre kein Pflichtspiel bestreiten konnte, gab er am 1. September 2023 für die zweite Mannschaft in der viertklassigen Regionalliga Nordost sein Comeback. Bis zur Winterpause folgten fünf weitere Einsätze. Anfang Februar 2024 wurde der Stürmer leihweise bis zum Saisonende an den slowakischen Erstligisten MŠK Žilina abgegeben. Dort kam er auf acht Ligaeinsätze.
Zur Sommervorbereitung 2024 kehrte Nsona nach Berlin zurück und wurde in die zweite Mannschaft integriert. Anschließend absolvierte er ein Probetraining beim niederländischen Zweitligisten FC Emmen. Kurz vor dem Beginn der Saison 2024/25 einigte man sich auf ein einjähriges Leihgeschäft.
Im Juli 2025 wechselte er zum Casa Pia AC.

### Nationalmannschaft
Am 25. September 2018 lief Kélian Nsona beim 2:1-Sieg im Testspiel gegen Spanien zum ersten Mal für die U17-Nationalmannschaft von Frankreich auf. Mit dieser Altersklasse qualifizierte er sich für die U17-Europameisterschaft 2019 in Irland; bei diesem Turnier gehörte er zum Kader. Frankreich erreichte bei der U17-Europameisterschaft das Halbfinale, wo Italien Endstation bedeutete. Im Turnierverlauf kam Nsona zu vier Einsätzen. Von 2019 bis 2020 lief er für die U18-Nationalmannschaft der Franzosen auf und bestritt sechs Partien (ein Tor).